# 波吉布利齊亞河
波希布利察河（羅馬化：Pohyblytsia）是烏克蘭西部的河流，屬於格尼拉利帕河的右支流。該河發源自科潘以東，流經利維夫州的利維夫區，河道全長11公里。